# Sakae, Chiba
Sakae (japanska: 栄町?, Sakae-machi) är en landskommun (köping) i norra delen av Chiba prefektur i Japan. 